# Митрев, Деян
Деян Митрев (макед. Дејан Митрев; 20 июля 1988, Струмица, Югославия) — северомакедонский футболист, защитник.

## Биография
Начинал карьеру в команде «Нов Милениум». После расформирования клуба в 2008 году, перешёл в команду «Горизонт», за которую сыграл более 100 матчей в чемпионате Македонии. 12 июля 2014 года стал игроком команды «Брегалница», где выступал на протяжении двух сезонов. Летом 2016 года подписал контракт с одним из самых титулованных клубов Македонии — «Работнички». В 2019 году перешёл в немецкий любительский клуб «Шлюхтерн».